# 454. pr. Kr.
◄ | 6. stoljeće pr. Kr. | 5. stoljeće pr. Kr. | 4. stoljeće pr. Kr. | ►
◄ | 480-ih pr. Kr. | 470-ih pr. Kr. | 460-ih pr. Kr. | 450-ih pr. Kr. | 440-ih pr. Kr. | 430-ih pr. Kr. | 420-ih pr. Kr. | ►
◄◄ | ◄ | 457. pr. Kr. | 456. pr. Kr. | 455. pr. Kr. | 454 pr. Kr. | 453. pr. Kr. | 452. pr. Kr. | 451. pr. Kr. | ► | ►►
Astronomija

## Smrti
- Aleksandar I. Makedonski, kralj Makedonije

## Vanjske poveznice
|  | Zajednički poslužitelj ima još gradiva o temi 454. pr. Kr. |